# Петковце
Петковце (словац. Petkovce) — село и одноимённая община в районе Вранов-над-Топлёу Прешовского края Словакии. В письменных источниках начинает упоминаться с 1363 года.

## География
Село расположено в южной части края, в пределах левобережной части долины реки Топли, при автодороге 3609. Абсолютная высота — 220 метров над уровнем моря. Площадь муниципалитета составляет 4,35 км².

## Население
| Год:                | 1994 | 2004    | 2014 | 2024    |
| ------------------- | ---- | ------- | ---- | ------- |
| Количество человек: | 148  | 147     | 147  | 133     |
| Разница:            |      | −0,67 % | +0 % | −9,52 % |

По данным последней официальной переписи 2011 года, численность населения Петковце составляла 149 человек.